# Le Bâtard (album de bande dessinée)
Pour les articles homonymes, voir Le Bâtard.
Le Bâtard est le troisième album de la série de bandes dessinées Balade au bout du monde.

## Synopsis
Arthis et Anne errent depuis quatre jours dans les marais, à la recherche de l’entrée secrète de Galthédoc.
Dans le royaume caché, la situation démographique est préoccupante : depuis des décennies, les naissances de filles diminuent, et plus aucune n’est venue au monde depuis sept ans. On ne compte plus désormais qu’une femme pour trois hommes. Ainsi les femmes sont-elles devenues un enjeu, et le seigneur de Dammartin, complice d’Argon, s’est fait une spécialité de capturer celles vivant sur les terres du roi Jehan XI.
Au palais, la santé mentale du roi, déjà précaire, est mise à mal par un insaisissable joueur de flûte, qui joue sa mélodie sur tout le territoire, et jusqu’aux pieds des murailles, sans jamais être aperçu. Inquiet du complot fomenté par son fils bâtard, il se raccroche à une prophétie édictée autrefois par le « Mage aux cent mille vierges », un vieux savant de Galthédoc, qui énonce qu’il ne sera détrôné que par un prince légitime.
Dammartin découvre qu’Argon joue double-jeu, en prévenant le capitaine du roi des attaques de son allié, afin que leurs troupes s’affaiblissent mutuellement. Il dévoile la traîtrise du bâtard royal devant Antoine de La Marche et Guillaume d’Aigue-Perse, les deux autres seigneurs de Galthédoc, qu’Argon tentait de rallier à sa cause. Ce dernier reconnaît son méfait, mais contraint Guillaume et Antoine à se rallier tout de même, en leur révélant qu'il tient leurs enfants respectifs en otages. A Dammartin, sur lequel il n’a pas de moyen de pression, il promet la main d'une mystérieuse femme qu’il retient prisonnière dans son donjon.
Arthis et Anne, guidés par un air de flûte, trouvent enfin l’entrée du royaume. Le flûtiste est un jeune homme prénommé Joachim, qui les conduit à la tour d’Argon.
Ils y retrouvent la mystérieuse captive, qui n’est autre qu’Aline, la jeune photographe, qu’Argon a fait évader de la prison de son père. Il a la ferme intention de l’épouser, contre sa volonté et en dépit de la promesse faite à Dammartin.
Ce dernier, qui soupçonnait une nouvelle traitrise du bâtard, surgit avec ses hommes. Un combat s’engage entre les deux factions, au cours duquel Dammartin et Anne sont blessés par des tirs de flèches. Argon parvient à prendre la fuite en emmenant Aline.
Au château de Dammartin où sont soignés les blessés, Joachim se confesse à Anne : il est un orphelin élevé par des paysans, et adopté plus tard par le Mage. Il ignore tout de sa naissance, et ne se souvient de rien hormis une mélodie, celle-là même qu’il jouait par tout le pays, espérant que quelqu’un la reconnaisse et lui explique son origine.
C’est ainsi qu’il rencontra Aline qui, du haut de sa tour, l’entendit et chanta la chanson correspondante. Une chanson qu’elle avait apprise d’une très vieille femme, captive comme elle de la prison souterraine, et qu’on surnommait « Grand Pays ».
C'est Aline qui a envoyé Joachim à l'entrée du royaume pour retrouver Arthis et le guider jusqu'à elle, afin de le prévenir qu'Argon l'avait trompé en lui promettant l'ouverture du royaume, et ne l'avait envoyé faire son reportage photographique qu'en espérant qu'il lui ramènerait involontairement le moyen de détrôner son père.